# Sedum caroli-henrici
Sedum caroli-henrici är en fetbladsväxtart som beskrevs av Kit Tan. Sedum caroli-henrici ingår i Fetknoppssläktet som ingår i familjen fetbladsväxter. Inga underarter finns listade i Catalogue of Life.